# Токуренова, Нина Гармаевна
Нина Гармаевна Токуренова (24 января 1946, Сорок — 17 марта 2025, Улан-Удэ) — советская и российская театральная актриса и режиссёр. Народная артистка Российской Федерации (2003), актриса Бурятского театра драмы имени Хоца Намсараева.

## Биография
Родилась 24 января 1946 года в селе Сорок, Бурятская АССР.
В 1966 году завершила обучение на режиссёрском факультете института культуры (ВСГАКИ, ныне Восточно-Сибирский государственный институт культуры). Дипломный спектакль ставила в Барагханском народном театре, в республиканском конкурсе он занял первое место.
В Бурятском театре драмы имени Хоца Намсараева работала с 1967 года, ей сразу доверили роли основного репертуара. Первой большой ролью была Должод из «Сэрэмпэла» Х. Намсараева в постановке Буянто Аюшина.
Её Пяглай в «Будамшуу» Ц. Шагжина стала визитной карточкой актрисы. За эту роль она была удостоена звания Лауреата Государственной премии Бурятии.
Тема Матери имеет особое значение для Нины Токуреновой. Неизбежны слезы сострадания к матери из моноспектакля «Эхын дуудалга», написанный Балданом Ябжановым специально для этой актрисы.
Сольные концертные бенефисные программы «Вас приглашает Нина Токуренова» и «Её величество — актриса» стали популярны для жителей республики.
Она автор и режиссёр более 30 сценариев театрализованных шоу «Сагаалган», юбилейных мероприятий и новогодних представлений.
Умерла 17 марта 2025 года.

## Награды
- Народная артистка Бурятской АССР (1981).
- Нагрудный знак «Отличник культуры СССР» (1987).
- Заслуженная артистка Российской Федерации (6 июля 1994) — за заслуги в области театрального искусства
- Лауреат Государственной премии Республики Бурятии (1995).
- «Заслуженный работник культуры Монголии» (2002).
- Народная артистка Российской Федерации (2003).

## Работы в театре
Бурятский театр драмы имени Х. Н. Намсараева
- Гулюшкан — «Плаха», Айтматов Ч.;
- Зэлмэ Хатан — «Бальжан хатан», Эрдынеев Д.;
- Кашкина — «Прошлым летом в Чулимске», Вампилов А. В.;
- Макарская — «Старший сын», Вампилов А. В.;
- Мать — «Исповедь идиота», Акутагава Р.;
- Мать-Земля — «Материнское поле», Айтматов Ч.;
- Мать-Земля — «Зов матери», Ябжанов Б.;
- Прорицательница — «Исповедь идиота», Акутагава Р.;
- Пяглай — «Будамшуу», Шагжин Ц.;
- сваха Сэндуухей — «Толдой — сын Болдая», Пурбуев Б.-М.